# William T. Anderson
William T. Bloody Bill Anderson (1839 - 26 octobre 1864) était un chef de guérilla sudiste opérant dans la bande de franc-tireurs de William Quantrill pendant la guerre de Sécession. Particulièrement violent, il accroche le scalp de ses victimes, nordistes, à sa monture, ce qui lui vaut son surnom.

## Biographie
En septembre 1864, William Anderson, dit Bill le sanglant, attaqua Centralia (Missouri). Assisté de Frank et Jesse James, il assassina 22 soldats de l'Union en permission puis tua 123 miliciens nordistes lancés à sa poursuite. Ces événements prirent le nom de Massacre de Centralia.

## Sources
- John Keegan, The American Civil War a military history, 2009, p. 364
- (en) Glenn Dedmondt, The Flags of Civil War Missouri, Pelican Publishing company, 2009, 145 p. (ISBN 978-15-8980662-7, lire en ligne), p. 119
- (en) Albert E. Castel et Thomas Goodrich, Bloody Bill Anderson : The short, savage life of a Civil War guerrilla, Stackpole books, 1998, 170 p. (ISBN 978-081171506-5, lire en ligne)